# Andrea Fistolera
Andrea Fistolera   (Morbegno, 22 de febrer de 1984) és un pilot de trial italià. L'any 2000 va guanyar el Campionat d'Europa de trial juvenil amb Beta. Des d'aleshores ha estat competint en el Campionat d'Itàlia de trial i en el de Llombardia, que ha guanyat 6 anys consecutius. L'any 2003 va passar a pilotar una Montesa, canviant el 2005 a Gas Gas, el 2006 a Scorpa i tornant el 2007 a Montesa. Darrerament corre de forma semioficial.